# 北野善朗
北野 善朗（きたの よしろう、1915年（大正4年）6月25日 - 1975年（昭和50年）5月30日）は、日本の実業家である。日本ビクター（現在のJVCケンウッド）社長を務めた。

## 経歴・人物
和歌山県の生まれ。1936年（昭和11年）に和歌山高等商業学校（現在の和歌山大学）を卒業し、松下無線に入社する。その後は福岡営業所を経て東京営業所、大阪本社に勤務し、1950年（昭和25年）には親会社の松下電器産業（現在のパナソニック）に転勤した。同年には同社の第1事業本部営業部長に就任し、1953年（昭和28年）には経営破綻に陥った日本ビクターに転勤し経営再建のために同社の専務に就任する。
1969年（昭和44年）には当時の社長であった百瀬結の元で副社長となり、翌1970年（昭和45年）には会長となった百瀬の後継者として代表取締役社長を務めた。その後は4チャンネルステレオである「CD-4」の商品開発に携わり、1973年（昭和48年）に社長辞任後も同社の非常勤取締役や再度松下電器に勤務し東京駐在理事、子会社のビクター音楽産業（現在のJVCケンウッド・ビクターエンタテインメント）の取締役、パック・イン・ビデオの社長等を死去するまで多くの職を務めた。